# De Seine bij Port-Marly (Zandhopen)
De Seine bij Port-Marly (Zandhopen) (Frans: La Seine à Port-Marly - Les piles de sable) is een schilderij van Alfred Sisley uit 1875. Sinds 1933 maakt het schilderij deel uit van de collectie van het Art Institute of Chicago.

## Voorstelling
In de jaren 70 van de negentiende eeuw woonde Sisley enige tijd in Marly-le-Roi, een ongeveer 20 km westelijk van Parijs gelegen stadje. Tijdens de Frans-Duitse Oorlog had de familie Sisley zeer veel geld verloren, waardoor de schilder moest rondkomen van de verkoop van zijn werken. In de omgeving van Marly-le-Roi heeft hij daarom een groot aantal schilderijen gemaakt, waaronder dit gezicht op de Seine in Le Port-Marly. Deze schilderijen gelden als schoolvoorbeelden van het impressionisme, met hun lichte, harmonieuze kleuren en trefzekere penseelstreken.
In tegenstelling tot veel andere impressionisten legde Sisley het leven van de gegoede burgerij van Parijs zelden op het doek vast. Hij beperkte zich tot het schilderen van landschappen. Waar de Seine voor schilders als Monet en Renoir met name een bestemming voor een uitstapje was, koos Sisley ervoor om het alledaagse leven rond de rivier weer te geven. De mannen op de boten baggeren de rivier met emmers uit om scheepvaart tussen Parijs en Le Havre mogelijk te maken. Het zand dat ze daarbij naar boven halen wordt op grote hopen langs de oever verzameld, die het schilderij zijn ondertitel geven. Dit zand werd vervolgens aan aannemers of hoveniers verkocht. De twee palen die een centrale positie in de compositie innemen, dienden om de boten aan af te meren.

## Herkomst
- Het werk was eerst in bezit van de tandarts en verzamelaar Georges Viau in Parijs.
- 4 maart 1907: zonder succes te koop aangeboden door Durand-Ruel. Het werk blijft in bezit van deze kunsthandel.
- april 1920: het schilderij is in bezit van de kunsthandel van Georges Bernheim.
- Het schilderij komt in bezit van Martin A. Ryerson, Chicago.
- 1933: nagelaten aan het Art Institute.